# Campeonato Sul-Americano de Corta-Mato de 1989
O 4º Campeonato Sul-Americano de Corta-Mato de 1989 foi realizado em Assunção, no Paraguai, em 26 de fevereiro de 1989. Participaram da competição 32 atletas de seis nacionalidades. Na categoria sênior masculino Artur de Freitas Castro do Brasil levou o ouro, e na categoria sênior feminino Griselda González da Argentina levou o ouro. 

## Medalhistas
Esses foram os campeões da competição. 
| Evento                   | Ouro                             | Ouro  | Prata                         | Prata | Bronze                                    | Bronze |
| ------------------------ | -------------------------------- | ----- | ----------------------------- | ----- | ----------------------------------------- | ------ |
| Masculino sênior (10 km) | Artur de Freitas Castro · Brasil | 31:17 | João Alves de Souza · Brasil  | 31:17 | Antonio Silio · Argentina                 | 31:30  |
| Masculino júnior (6 km)  | Robinson Semolini · Brasil       | 19:28 | Luciano Cecílio Rosa · Brasil | 19:51 | Alexandre Marques dos Santos · Brasil     | 20:03  |
| Feminino sênior (6 km)   | Griselda González · Argentina    | 21:47 | Norma Fernández · Argentina   | 22:28 | Beatriz Coronel · Argentina               | 22:35  |
| Feminino júnior (4 km)   | Carmen Mabel Arrúa · Argentina   | 14:45 | Graciela Lezcano · Argentina  | 14:55 | Célia Regina Ferreira dos Santos · Brasil | 15:16  |

## Resultados da corrida

### Masculino sênior (10 km)
| Posição           | Atleta                  | Nacionalidade | Tempo |
| ----------------- | ----------------------- | ------------- | ----- |
| Medalha de ouro   | Artur de Freitas Castro | Brasil        | 31:17 |
| Medalha de prata  | João Alves de Souza     | Brasil        | 31:17 |
| Medalha de bronze | Antonio Silio           | Argentina     | 31:30 |
| 4                 | Marcelo Cascabelo       | Argentina     | 31:54 |
| 5                 | Roberto Punina          | Equador       | 32:21 |
| 6                 | Julio César Gómez       | Argentina     | 32:40 |
| 7                 | Néstor Jami             | Equador       | 32:49 |
| 8                 | Ramón López             | Paraguai      | 33:08 |
| 9                 | Eladio Fernández        | Paraguai      | 33:32 |
| 10                | Ricardo Vera            | Uruguai       | 34:04 |

### Masculino júnior (6 km)
| Posição           | Atleta                       | Nacionalidade | Tempo |
| ----------------- | ---------------------------- | ------------- | ----- |
| Medalha de ouro   | Robinson Semolini            | Brasil        | 19:28 |
| Medalha de prata  | Luciano Cecílio Rosa         | Brasil        | 19:51 |
| Medalha de bronze | Alexandre Marques dos Santos | Brasil        | 20:03 |
| 4                 | Rubén Ríos                   | Argentina     | 20:09 |
| 5                 | Rubén Álvarez                | Argentina     | 20:14 |
| 6                 | Osvaldo Ramírez              | Paraguai      | 20:44 |
| 7                 | Fernando González            | Argentina     | 20:47 |
| 8                 | Ciriaco Casco                | Paraguai      | 22:07 |
| 9                 | Felipe Brítez                | Paraguai      | 23:14 |

### Feminino sênior (6 km)
| Posição           | Atleta              | Nacionalidade | Tempo |
| ----------------- | ------------------- | ------------- | ----- |
| Medalha de ouro   | Griselda González   | Argentina     | 21:47 |
| Medalha de prata  | Norma Fernández     | Argentina     | 22:28 |
| Medalha de bronze | Beatriz Coronel     | Argentina     | 22:35 |
| 4                 | Natividad Fernández | Paraguai      | 22:51 |
| 5                 | Marisol Cossio      | Bolívia       | 23:30 |
| 6                 | Cecilia Ruiz Díaz   | Paraguai      | 27:51 |

### Feminino júnior (4 km)
| Posição           | Atleta                           | Nacionalidade | Tempo |
| ----------------- | -------------------------------- | ------------- | ----- |
| Medalha de ouro   | Carmen Mabel Arrúa               | Argentina     | 14:45 |
| Medalha de prata  | Graciela Lezcano                 | Argentina     | 14:55 |
| Medalha de bronze | Célia Regina Ferreira dos Santos | Brasil        | 15:16 |
| 4                 | Analía Marchisio                 | Argentina     | 15:24 |
| 5                 | Carmen Espínola                  | Paraguai      | 15:47 |
| 6                 | Emilce Jiménez                   | Paraguai      | 17:23 |
| 7                 | Mónica Pereira                   | Paraguai      | 17:54 |

## Quadro de medalhas
| Ordem | País      | Medalha de ouro | Medalha de prata | Medalha de bronze | Total |
| ----- | --------- | --------------- | ---------------- | ----------------- | ----- |
| 1     | Argentina | 2               | 2                | 2                 | 6     |
| 2     | Brasil    | 2               | 2                | 2                 | 6     |
|       | TOTAL     | 4               | 4                | 4                 | 12    |

## Participação
De acordo com uma contagem não oficial, participaram 32 atletas de 6 países.
| - Argentina (12) - Bolívia (1) | - Brasil (6) - Equador (2) | - Paraguai (10) - Uruguai (1) |